# Markus Henriksen
Markus Henriksen (Trondheim, 1992. július 25. –) norvég válogatott labdarúgó, jelenleg az angol Hull City középső középpályása.

## Eredményei
Rosenborg
- Norvég bajnokság: 2009, 2010
- Norvég U19-es bajnokság: 2009
- Norvég szuperkupa: 2010

AZ Alkmaar
- Holland kupa: 2012–13